# La Prison d'Angel
La Prison d'Angel est le 16e épisode de la saison 1 de la série télévisée Angel.

## Résumé
Darin McNamara vient rencontrer Angel en lui demandant de retrouver son frère Jack, qui a été enlevé par des démons. Angel mène l'enquête en commençant par le bookmaker de Jack et découvre un cercle de jeux clandestin où sont organisés des combats entre démons. Angel se rend compte qu'il a été piégé quand il voit les deux frères McNamara discuter ensemble et il est neutralisé par un bâton électrique. Il se réveille dans une cellule où plusieurs démons sont emprisonnés, et apprend qu'on lui a attaché un bracelet qui l'empêche de sortir d'une zone délimitée sous peine de le désintégrer, le seul moyen d'être libéré étant de remporter 21 combats à mort. Le lendemain, Cordelia et Wesley, inquiets de l'absence d'Angel, partent à sa recherche. Wesley fait parler le bookmaker et tous deux arrivent au cercle clandestin au moment où Angel doit livrer son premier combat. Le vampire, après avoir d'abord uniquement tenté de se défendre, finit par tuer son adversaire. Cordelia réussit à voler un bracelet pour que Wesley puisse l'analyser.
Angel réussit à prendre Jack en otage et tente de pousser les démons à se soulever contre leurs geôliers mais Darin préfère tuer son frère lui-même plutôt que de céder et Angel est à nouveau assommé. Quand il revient à lui, Lilah Morgan, une avocate de Wolfram & Hart, lui propose de le faire libérer s'il ferme les yeux sur l'existence du cercle clandestin mais Angel refuse cet arrangement. Wesley et Cordelia trouvent pendant ce temps le moyen d'ouvrir les bracelets. Le soir même, Angel doit affronter Trepkos, un démon qui a déjà vaincu 20 adversaires. Angel a l'occasion de tuer Trepkos mais y renonce et c'est ensuite le démon qui a le dessus, mais qui refuse à son tour de tuer Angel. Wesley se fait voler la clef qui ouvre les bracelets par Cribb, un des démons emprisonnés, et celui-ci libère ses congénères, qui envahissent le cercle. Dans la confusion générale, Cribb libère Angel et Wesley se bat contre Darin, que Cordelia finit par pousser dans l'arène. Darin est tué et Wesley et Cordelia aident un Angel mal en point à regagner l'extérieur tout en réalisant qu'une bande de démons féroces est désormais libre.     

## Statut particulier de l'épisode
Il a été nommé aux Emmy Awards 2000 dans la catégorie du meilleur maquillage. Noel Murray, du site The A.V. Club, évoque un épisode idiot qui « étend l'univers surnaturel de la série mais le fait d'une manière qui rend cette extension insignifiante ». Ryan Bovay, du site Critically Touched, lui donne la note de B-, estimant que l'épisode, bien qu'il soit bourré de clichés sur un thème « largement rebattu dans la culture populaire », se révèle finalement « plus plaisant qu'il n'aurait dû l'être » et contribue à mettre en place de façon astucieuse une « zone grise morale entre humains et démons ».

## Distribution

### Acteurs crédités au générique
- David Boreanaz : Angel
- Charisma Carpenter : Cordelia Chase
- Alexis Denisof : Wesley Wyndam-Pryce

### Acteurs crédités en début d'épisode
- Markus Redmond : Tom Cribb
- Douglas Roberts : Darin McNamara
- Scott William Winters : Jack McNamara
- Stephanie Romanov : Lilah Morgan